# William Douglas-Home
William Douglas-Home (ur. 3 czerwca 1912, zm. 28 września 1992) – brytyjski arystokrata, pisarz i dramaturg. Był młodszym synem Charlesa Douglas-Home’a, 13. hrabiego Home, i lady Lillian Lambton, córki 4. hrabiego Durham. Jego starszym bratem był 14. hrabia Home i premier Wielkiej Brytanii, sir Alec Douglas-Home.

## Życiorys
Młodszy Douglas-Home kształcił się w Eton College i New College w Oksfordzie, gdzie studiował historię. W wieku czternastu lat, w 1926 r., napisał swoją pierwszą sztukę, Murder in Pupil Room, która została odegrana przez jego kolegów z Eton.
Walczył podczas II wojny światowej w stopniu oficerskim. W 1944 r., podczas walk w Normandii odmówił wykonania rozkazu zbombardowania miasta Le Havre, obawiając się wielkich strat wśród ludności cywilnej tego gęsto zaludnionego miasta. Za niesubordynację został zdegradowany i skazany na jeden rok ciężkich robót. Te przeżycia zainspirowały go do napisania w 1947 r. sztuki pt. Now Barabbas.
William Douglas-Home napisał łącznie ok. 50 sztuk, w tym wspomniane już Murder in Pupil Room i Now Barabbas, oraz The Manor of Northstead, The Reluctant Debutante (dwukrotnie przeniesiona na ekran w 1958 r. i 2003 r., pod tytułem What a Girl Wants. Do tej pierwszej ekranizacji scenariusz napisał sam Douglas-Home), The Reluctant Peer, The Jockey Club Stakes, Lloyd George Knew My Father, At the End of the Day, The Dame of Sark, The Kingfisher, The Secretary Bird, A Christmas Truce i inne.
Douglas-Home był płodnym dramatopisarzem, ale nie jest tak znany i popularny jak chociażby Terence Rattigan czy Noël Coward.

## Życie prywatne
26 lipca 1957 r. poślubił Rachel Leilę Brand (ur. 24 października 1929), późniejszą 27. baronową Dacre, córkę Thomasa Branda, 4. wicehrabiego Hampden i Leili Emily Seely, córki podpułkownika Franka Evelyna Seely'ego. William i Rachel byli zgodnym i szczęśliwym małżeństwem i doczekali się syna i trzech córek:
- James Thomas Archibald Douglas-Home (ur. 1952), dziedzic tytułu barona Dacre, ożenił się z Christine Stephenson i ma dzieci
- Sarah Douglas-Home (ur. 1954), żona Nicholasa Charlesa Denta, nie ma dzieci
- Gian Leila Douglas-Home (ur. 1958)
- Dinah Douglas-Home (ur. 1964), żona Harry’ego Marriotta, nie ma dzieci